# Voo British Airtours 28M
O Voo British Airtours 28M foi um voo internacional de passageiros que sofreu um incêndio antes da decolagem no Aeroporto de Manchester, Inglaterra, em 22 de agosto de 1985, com a perda de 55 vidas. A aeronave estava a caminho do Aeroporto Internacional de Corfu, na Grécia.
A aeronave, um Boeing 737-236 de matrícula G-BGJL, anteriormente chamado de "Goldfinch", mas na época do acidente chamado "River Orrin", foi operada pela British Airtours, uma subsidiária da British Airways. Tinha 131 passageiros e seis tripulantes no manifesto de voo. Durante a corrida de decolagem, um barulho alto foi ouvido e a decolagem foi abortada. Uma falha no motor gerou um incêndio e o capitão ordenou a evacuação. Houve 82 sobreviventes; a maioria das mortes foi devido à inalação de fumaça.
Um especialista de aviação disse que o acidente foi "um momento decisivo na história da aviação civil" porque provocou mudanças em toda a indústria no layout de assentos perto das saídas de emergência, tecidos de assentos resistentes ao fogo, iluminação de piso, painéis de teto e de parede resistentes ao fogo, mais extintores de incêndio e regras de evacuação mais claras.

## O acidente

### Tentativa de decolagem
Na cabine de comando, o comandante Peter Terrington, de 39 anos, e o copiloto Brian Love, de 52 anos, eram pilotos experientes, com 8 441 e 12 277 horas de voo, respectivamente. Às 07h13 BST (06h13 UTC), na pista 24 do Aeroporto Internacional de Manchester, durante a fase de decolagem, os pilotos ouviram um forte barulho vindo de baixo do avião. Pensando ser um pneu estourado, o comandante ordenou que a decolagem fosse abortada e, então, ativou os reversores. O copiloto, que estava nos comandos durante a decolagem, aplicou uma frenagem "brusca" por aproximadamente cinco segundos. O comandante, preocupado com um pneu estourado, instruiu o copiloto a usar menos freios nas rodas, o que foi feito. Avisos de incêndio soaram na cabine de comando nove segundos após o barulho ter sido ouvido (cerca de 36 segundos antes da parada da aeronave). Dez segundos depois, o controlador da torre confirmou: "certo, há muito fogo". Vinte e cinco segundos depois que o baque foi ouvido (cerca de 20 segundos antes da parada da aeronave), o controlador da torre sugeriu que os passageiros fossem evacuados pelo lado direito. O controlador da torre ativou a sirene de alarme de incêndio do aeroporto no momento em que viu a fumaça saindo pela primeira vez da aeronave, mas os bombeiros que trabalhavam para o serviço de bombeiros do aeroporto já tinham ouvido um "estrondo" e viram a fumaça e o fogo sozinhos e já tinham iniciado o acionamento por conta própria.

### Evacuação dianteira

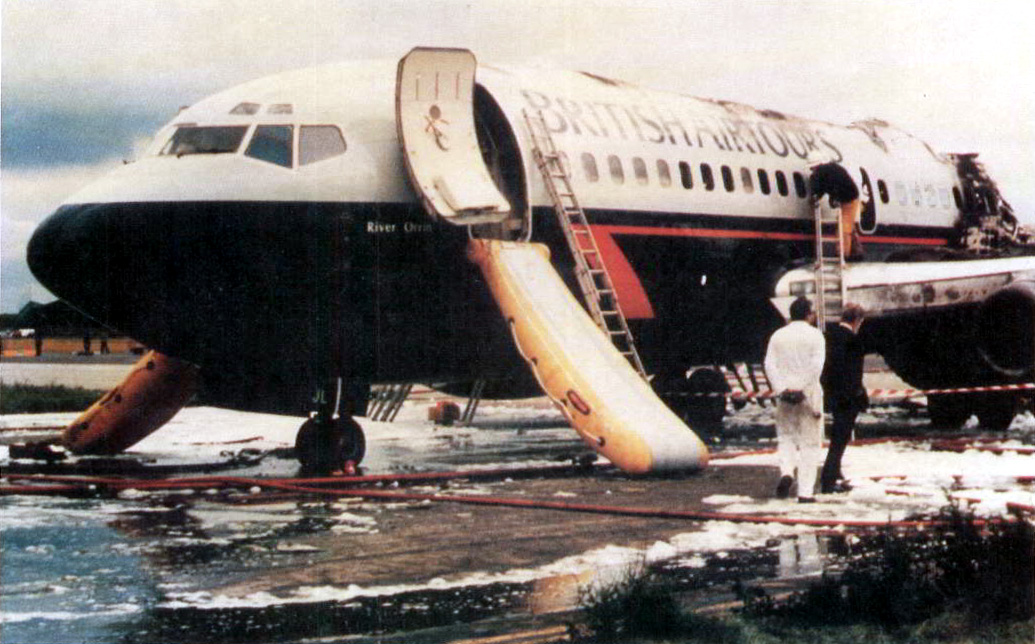
Seção frontal da aeronave, mostrando os dois escorregadores posicionados

A aeronave saiu da pista por uma pequena pista de taxi chamada "D" e parou apontada para o noroeste. Os esforços de evacuação começaram imediatamente, mas várias dificuldades foram encontradas. O chefe de cabine, que era o comissário de bordo mais antigo da tripulação, tentou abrir a porta de saída dianteira direita cerca de dez segundos antes de a aeronave parar, mas ela travou devido a uma falha no sistema de emergência e ele abandonou as tentativas de abri-la. Após cerca de 25 segundos, o comissário abriu a porta dianteira esquerda e liberou com sucesso a rampa de escape. Neste momento, os dois primeiros caminhões de bombeiros chegaram. Um deles começou a molhar a fuselagem e jogar espuma na porta que estava aberta para evitar que o fogo se espalhasse para a porta e para o escorregador, enquanto os passageiros se evacuavam, e para fornecer resfriamento aos passageiros que ainda estavam dentro da aeronave.
Quando o segundo caminhão de bombeiros chegou, o primeiro concentrou-se no combustível em chamas e no motor esquerdo. O segundo jogou espuma pulverizada sobre a fuselagem e na porta aberta. Durante esse período, a "comissária número 4", Joanna Toff, manteve os passageiros fora da área da copa para permitir que o comissário chefe abrisse uma porta. Quando a porta do lado esquerdo foi aberta, os passageiros se apertaram na passagem estreita de 57 cm entre as duas divisórias das copas. Toff fisicamente puxou os passageiros um de cada vez até que a passagem fosse desobstruída. Enquanto isso, o comissário chefe havia retomado o trabalho na porta da frente. Ele abriu a porta com sucesso e soltou o escorregador cerca de um minuto depois de o avião parar. Dezesseis passageiros e Toff escaparam pela porta da dianteira esquerda, um dos quais estava inconsciente e Toff o arrastou para fora. O comissário chefe e 34 passageiros escaparam pela porta dianteira direita.

### Evacuação sobre as asas

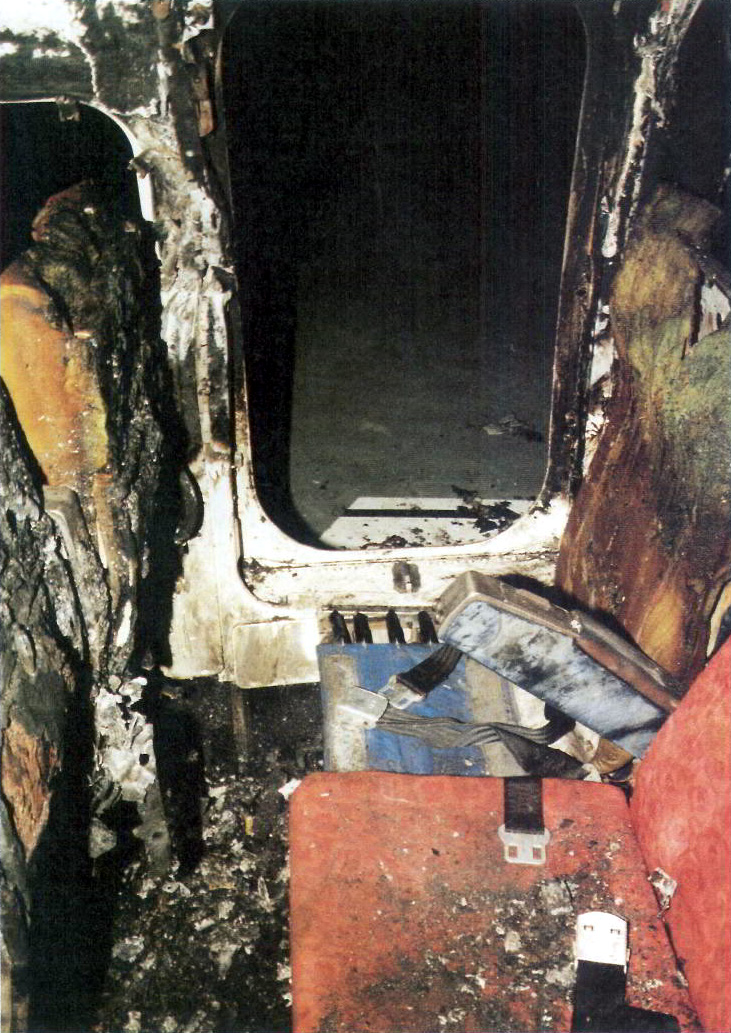
Assentos relativos à saída de emergência da asa direita após o acidente. O encosto de braço está parcialmente recolhido. O encosto de banco mais próximo da janela, o do assento 10F, foi devolvido à sua posição vertical antes desta foto ser tirada

Mais dificuldades foram encontradas nas saídas sobre as asas. A saída de emergência da asa esquerda foi bloqueada por fumaça e chamas. O passageiro sentado na saída da asa direita teve dificuldade em entender como operar a escotilha. Naquela época, não havia exigência de que os passageiros das filas de saída recebessem instruções sobre como e quando abrir a escotilha. Assim que a escotilha de 22 kg foi aberta, ela caiu para dentro, sobre a passageira sentado ao lado dela, prendendo-a. Dois passageiros levantaram a escotilha e a colocaram em um assento na fila seguinte, deixando a saída disponível para uso 45 segundos após a parada da aeronave. Assim que a escotilha foi removida, os passageiros ainda encontravam dificuldades para chegar nessa saída e usá-la. Os assentos na fila de saída tinham um espaçamento de apenas 27 cm, os encostos de braço entre esses assentos permaneceram na posição horizontal e a saída estava diretamente em cima de um assento, exigindo que os passageiros se desdobrassem desajeitadamente para escapar. Os passageiros na parte de trás da aeronave estavam entrando em pânico quando a fumaça e, eventualmente, as chamas entraram na cabine quase ao mesmo tempo em que a saída de emergência da asa direita foi aberta. Os passageiros arrastaram-se pelos encostos dos bancos para chegar à saída da asa direita, bem como às duas saídas frontais. Alguns sobreviventes disseram aos investigadores que o corredor estava bloqueado por corpos.
Isso causou o bloqueio em todas as saídas, e o assento que estava sob a saída de emergência da asa falhou de tal maneira que o encosto do banco caiu para frente, causando uma obstrução ainda maior. Um homem que tinha sido sentado no assento 16C foi encontrado morto atravessado nessa saída, e os investigadores não tinham certeza se a quebra do encosto o havia prendido. Um menino de quatorze anos de idade foi encontrado pelos bombeiros deitado na parte de cima do homem do assento 16C a cerca de 5 minutos e meio após a parada da aeronave. Ele estava vivo, sofrendo apenas queimaduras superficiais em suas mãos. Ele foi o último dos 27 sobreviventes a escapar por essa saída, e o último evacuado a sobreviver ao acidente. A maioria dos 38 corpos foram encontrados agrupados em torno da saída de emergência sobre as asas. Esta saída foi a primeira saída disponível para todos os 76 passageiros sentados atrás ou ao lado dela, e a saída mais próxima para 100 passageiros no total.

### Fogo e perda das saídas traseiras

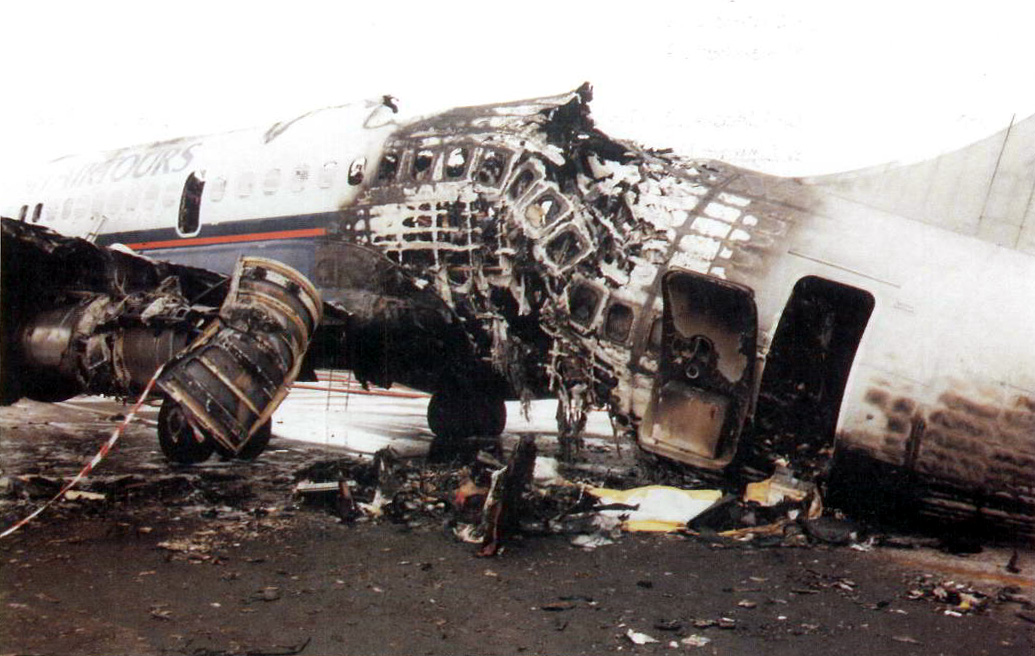
Seção traseira da aeronave mostrando áreas onde o fogo queimou através da fuselagem e o colapso da seção da cauda. A porta traseira esquerda e a saída da asa esquerda foram abertas pelos bombeiros após a conclusão das operações de resgate

Combustível estava vazando pela asa esquerda desde o momento em que o primeiro barulho foi ouvido. Esse combustível se inflamara em contato com as chamas do buraco na câmara de combustão do motor quando a aeronave começou a desacelerar na pista. Quando a aeronave parou, o combustível ainda vazava de uma abertura de 270 m², a uma taxa de 450 a 680 litros por minuto, alimentando um fogo crescente. Por volta desse momento, o fogo já havia penetrado no revestimento de liga de alumínio da aeronave abaixo do nível do piso no compartimento de passageiros. A AAIB estimou que demorou entre cinco segundos antes e treze segundos depois que a aeronave parou para o fogo penetrar no revestimento da fuselagem. Os passageiros sentados no lado esquerdo do corredor e em direção à traseira sentiam um intenso calor radiante do fogo, e estavam muito impacientes para escapar, muitos deles em pé e entrando nos corredores enquanto a aeronave estava em movimento.
Conforme a aeronave começou a sair da pista pela direita, aproximadamente 10 segundos antes de parar, um dos dois comissários de voo da traseira da aeronave, provavelmente o comissário número 3, abriu a porta traseira direita e soltou o escorregador de emergência, mas ninguém escapou por essa porta porque ela foi bloqueada pela fumaça e pelo fogo. Quando a aeronave parou, ela estava voltada para o noroeste e um vento leve de 6 a 7 nós (11–13 km/h) soprava do oeste, carregando a fumaça densa e, ocasionalmente, as chamas, através daquela porta. No momento em que a porta foi aberta, a aeronave estava de frente para o vento, e a saída estava limpa. Ao abrir a porta dianteira esquerda, foi criado um fluxo de ar da frente da aeronave para a traseira, e saindo pela porta traseira direita, que provavelmente conteve a fumaça na traseira da aeronave. Quando a saída direita sobre a asa e a saída dianteira direita foram abertas, esse fluxo foi perdido e toda a cabine rapidamente se encheu de fumaça. A saída traseira esquerda permaneceu fechada.
O fogo penetrou na parte traseira da cabine de passageiros através do piso e ao longo da parede esquerda, dentro de um minuto da parada da aeronave. Investigadores disseram que essa rápida penetração de fogo na cabine pareceu "conflitar marcadamente com as expectativas da indústria de transporte aéreo" para este tipo de incêndio, que na época esperava-se que um a três minutos estivessem disponíveis para evacuação antes do incêndio estar " em posição de ameaçar diretamente os ocupantes".
Quando os bombeiros determinaram que nenhum outro passageiro deixaria a aeronave sem assistência, entraram na cabine de passageiros com mangueiras de incêndio e tentaram extinguir o incêndio dentro da aeronave, mas combater o fogo de dentro da aeronave tornou-se inútil e inseguro. Um bombeiro ficou levemente ferido quando uma explosão o jogou pela porta, até o chão fora da aeronave. A causa da explosão não foi determinada, mas suspeita-se de sobrepressão induzida pelo calor e ruptura de uma lata de aerossol ou cilindro de oxigênio terapêutico.

### Vítimas
A fumaça tóxica e o incêndio causaram a morte de 53 passageiros e dois tripulantes, 48 deles por inalação de fumaça. Setenta e oito passageiros e quatro tripulantes escaparam, com 15 pessoas sofrendo ferimentos graves. Um passageiro resgatado 33 minutos após o início do incêndio foi encontrado inconsciente no corredor, mas morreu seis dias depois no hospital devido a ferimentos em seus pulmões e à conseqüente pneumonia.

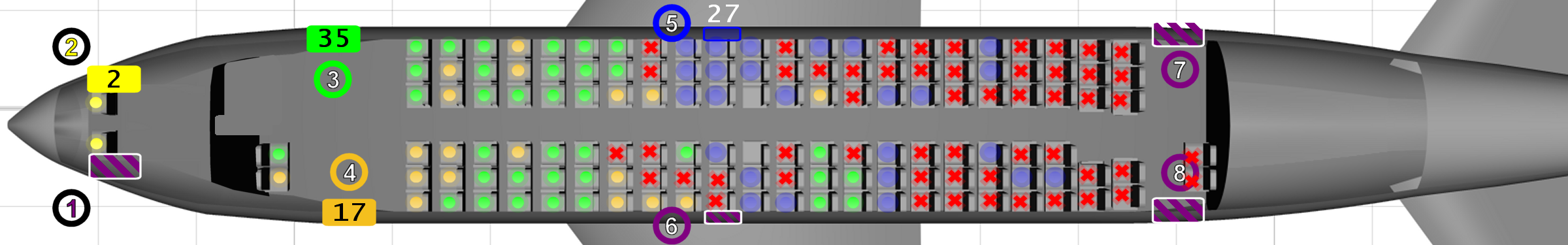
Cores representam a saída tomada pelos sobreviventes. Cruzes vermelhas mostram fatalidades

## Causas
O relatório da Agência de Investigação de Acidentes Aéreos do Reino Unido (AAIB) lista uma causa para o acidente e uma causa separada para as mortes, assim como quatro fatores que contribuem para isso.

### O acidente
A investigação subseqüente do incidente disse que o combustor nº 9 no motor do lado direito se rompeu, e uma seção do seu revestimento foi ejetada forçadamente em um painel de acesso ao tanque de combustível sob a asa. Esse painel foi fraturado, permitindo que o combustível se derramasse sobre os gases quentes de combustão do motor. O incêndio resultante se desenvolveu catastroficamente, principalmente devido à orientação da aeronave e do fogo em relação ao vento, "embora o vento fosse leve".

### Fatalidades
A AAIB concluiu que "a principal causa das fatalidades foi a rápida incapacitação devido à inalação da atmosfera densa de fumaça tóxica / irritante dentro da cabine, agravada pelos atrasos de evacuação causados por um mau funcionamento da porta à direita e acesso restrito às saídas de emergência".

### Fatores contribuintes
A AAIB listou os seguintes fatores como principais fatores contributivos
- A vulnerabilidade dos painéis de acesso ao tanque de combustível das asas com o impacto
- A falta de qualquer provisão efetiva para combater grandes incêndios dentro da cabine da aeronave
- A vulnerabilidade da fuselagem da aeronave ao fogo externo
- A natureza extremamente tóxica das emissões dos materiais em combustão dentro da cabine.

### Prévio reparo no motor
Registros mostraram que o motor em questão, um Pratt & Whitney JT8D -15, havia sofrido rachaduras anteriores no revestimento do combustor número 9 que havia sido consertado em 1983 com soldagem por fusão. O reparo não incluiu o tratamento térmico da solução, que era um procedimento necessário para esse tipo de reparo. A AAIB avaliou evidências conflitantes sobre o efeito do tratamento térmico da solução e "considerou que isso não teria tido um efeito significativo na vida útil do revestimento". As bordas circunferenciais da seção dianteira do revestimento afetado podem coincidir com algumas das rachaduras que foram soldadas durante esse reparo. Parte da fratura ocorreu em áreas onde não havia rachaduras no momento do reparo, e as bordas da fratura foram severamente danificadas durante a falha e o incêndio subsequente. Portanto, a AAIB não pôde concluir se a qualidade do reparo causou ou contribuiu para o acidente.

## As consequências e memorial
A Autoridade de Aviação Civil foi criticada por não ter implementado regulamentos de segurança rigorosos antes do acidente.
A incursão rápida do fogo na fuselagem e o layout da aeronave prejudicaram a evacuação dos passageiros, com áreas como a da copa dianteira se tornando um gargalo. Dos que não conseguiram escapar, 48 morreram como resultado de incapacitação e subsequente inalação de gases e fumaça tóxicos, alguns muito próximos das saídas, com seis morrendo de queimaduras. O uso de capuzes de fumaça ou sistemas de nebulização também foi examinado.
Em agosto de 2018, um memorial comemorativo das vítimas de 4.9 metros foi inaugurado perto do local do acidente.

## Prêmios
A tripulação sobrevivente, Arthur Bradbury e Joanna Toff, e dois membros do Serviço de Bombeiros do Aeroporto de Manchester, o bombeiro Samuel Lyttle e o bombeiro Eric Arthur Westwood, receberam a Medalha de Cavalaria da Rainha e as duas comissárias que morreram, Sharon Ford e Jacqui Urbanski, receberam o mesmo prêmio postumamente. Sua citação coletiva, em resumo, foi a seguinte:
| “ | "Mr. Bradbury, Miss Ford, Miss Toff, and Mrs. Urbanski displayed coolness, outstanding courage and devotion to duty. They remained at their posts and saved many lives. Firemen Lyttle and Westwood also displayed outstanding bravery and disregard for their own safety when they mounted the wing to rescue passengers." | ” |

## Aparecimento na mídia
O acidente foi objeto de uma investigação em 1985 do programa World in Action.
Em 2010, o acidente foi reconstruído para o episódio da 9ª temporada do Mayday Desastres Aéreos, intitulado "Panic on the Runway" ou "Manchester Runway Disaster" (no Brasil "Fumaça Negra"), mostrando simulações de computador do incidente, bem como entrevistas com o piloto, sobreviventes e os investigadores do acidente aéreo.

### Eventos similares
- Voo Korean Air 2708
- Voo British Airways 2276
- Voo Aeroflot 1492